# Julianna holland királynő
Julianna (Hága, 1909. április 30. – Soestdijk, 2004. március 20.), teljes neve hollandul: Juliana Emma Louise Marie Wilhelmina van Oranje-Nassau, holland királynő, Oránia–Nassau hercegnője, mecklenburgi és lippe–biesterfeldi hercegnő.

## Élete

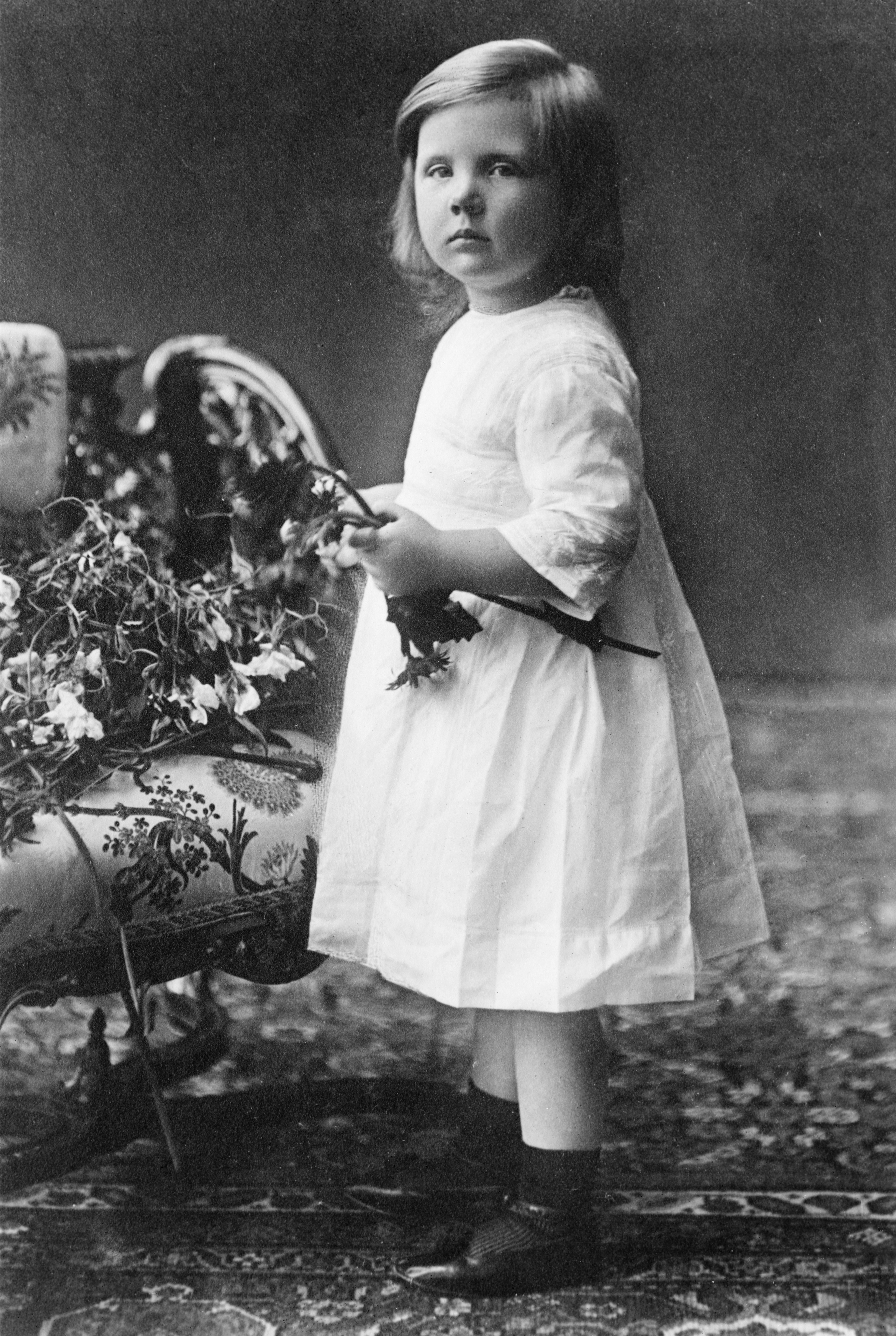
Julianna királynő gyermekkori képe

Apja Henrik mecklenburgi  herceg, anyja Vilma holland királynő.
1948. szeptember 4-én lépett trónra, miután anyja 58 évnyi uralkodás után lemondott a javára.
1980. április 30-án pedig Julianna adta át a királyi hatalmat az elsőszülött lánya, Beatrix számára.
Julianna 2004. március 20-án hunyt el 94 éves korában.

## Magyarországi emlékezete
1926-ban az akkor még trónörökös Juliannáról nevezték el a jelentős holland támogatással létrehozott általános iskolát Julianna Református Általános Iskolának, amely az édesanyjáról elnevezett úton, a Vilma királynő úton kapott helyet. 1956-ban fogadta az 56-os menekülteket, akik egy forradalmi zászlót nyújtottak át a királynőnek, melyet ereklyeként őrzött a királyi család, és a forradalom 50 éves évfordulóján ki is állítottak, és rádiószózatot is intézett 1956. november 15-én a magyar menekültekhez, melyet így kezdett: "Kivételes előjog számomra, hogy az egész holland nép nevében üdvözölhetem azokat a magyar menekülteket, kik e napokban hazánkba érkeznek. Megpróbálom ezt magyarul mondani: »Isten hozott benneteket Hollandiába!«"

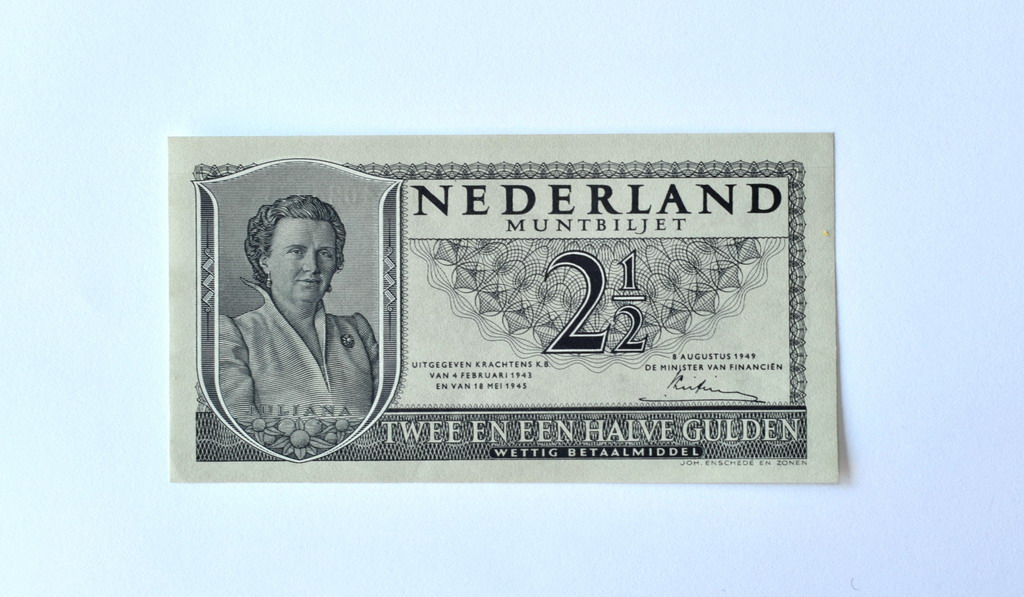
Holland 2 és 1/2 guldenes papírpénz Julianna királynő portréjával.

## Gyermekei
- Férjétől, Bernát (1911–2004) lippe–biesterfeldi hercegtől, 4 leány:
  - Beatrix (1938. január 31. –), I. Beatrix néven holland királynő (1980–2013), lemondott, férje Amsbergi Miklós (1926–2002), Hollandia hercege, 3 fiú
  - Irén (1939. augusztus 5. –) hercegnő, férje (IV.) Károly Hugó (1930–2010) Bourbon–pármai herceg, a pármai hercegi család feje (1977–2010), elváltak, 4 gyermek
  - Margit (1943. január 19. –) hercegnő, férje Pieter van Vollenhoven (1939–), 4 gyermek
  - Mária Krisztina (1947. február 18. – 2019. augusztus 16.) hercegnő, férje Jorge Guillermo (1946–), elváltak, 3 gyermek

## Leszármazása

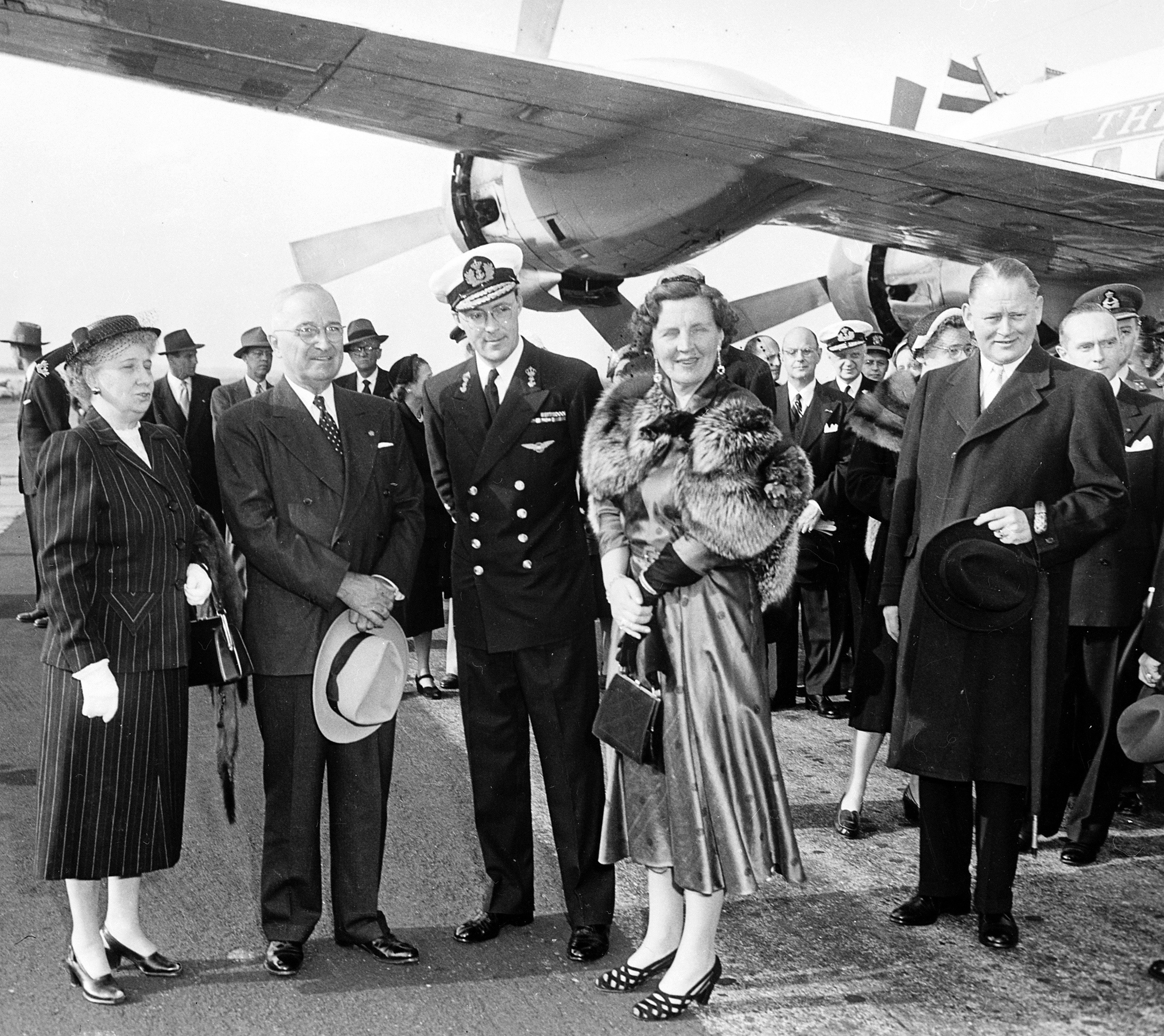
Julianna királynő és férje, Bernát herceg Harry Truman amerikai elnöknél

## A Greet Hofmans-ügy
Krisztinához 1948-ban ajánlották be a korábban munkásnőként dolgozó Greet Hofmanst, akinek, állítása szerint, Isten gyógyító erőt ajándékozott. A Der Spiegel utóbb Hofmanst a holland Raszputyin-nak nevezte el.
Hofmanst kérték meg, hogy segítsen Krisztina hercegnőn, akinek rubeola miatt károsodott a látása. Hofmans természetesen a folytonos imádkozásokkal nem ért el semmit, ami Krisztina gyógyulását segíthette volna, a királynőt mindenesetre sikerült a bűvkörébe vonnia. Olyannyira, hogy a királynő nemcsak életvezetési tanácsokat kért tőle, de az államügyeket illetően útmutatóval szolgált neki Hofmans, s Julianna mindjobban pacifista álláspontot kezdett képviselni, amely az uralkodócsaládban és Hollandiában is válságot szült, pont a hidegháború kezdetén.
Mivel Hofmansnak nem kevés egyéb támogatója is volt, ezért nemcsak a királynőre számíthatott. A kapcsolatuk viszont már Julianna és Bernát házasságát is veszélyeztette, sőt gyermekei, köztük Beatrix is szembe fordultak a királynővel.
Elsőnek a Der Spiegel kürtölte világgá Hofmans befolyását a királyi udvarban, majd más külföldi lapok, így a brit Daily Mirror is cikkeztek róla. Hollandiában igen nagy felzúdulást keltett a dolog, ahogy Hofman befolyásolja a királynőt, ezért többen (így volt a holland ellenállás tagjai is) a csodatevő likvidálását vetették fel.
A nemzetközi botrány miatt a holland kormány 1956-ban betiltotta a Der Spiegel behozatalát az országba azért, hogy mindenféle további pletykát megelőzzön és egy vizsgálóbizottságon keresztül tisztázza az ügyet. Engedve a nyomásnak Julianna (komoly végkielégítéssel) elküldte az udvartól Hofmanst. A nő ennek ellenére továbbra is a felsőbb körökben mozgott és manipulálta az embereket.
A Hofmans-ügy körül azonban még mindig akadnak tisztázatlan kérdések, minthogy a vizsgálóbizottság eredményeit a mai napig nem hozták nyilvánosságra. Mivel valóban felmerült Julianna és Bernát esetleges válása, voltak akik szerint Greet Hofmans eltávolítása pusztán ürügy volt, hogy elpalástolják a valódi okokat, amelyek a királynő házasságának megromlását okozták.

## Irodalom

Julianna királynő monogramja